# Leukara
Leukara (in greco Λεύκαρα?), nota anche come Pano Lefkara, è un comune di Cipro nel distretto di Larnaca di 762 abitanti (dati 2011).
Il nome deriva dalle parole greche "leuka" (Greco: λευκά, bianco) e "orī" (Greco: όρη, collina).
È nota per l'artigianato, prevalentemente lavorazione dell'argento e merletti.